# Bengt J:son Bergqvist
Bengt Allan Jakob Olof Jacobsson (J:son) Bergqvist, född den 5 oktober 1860 i Lund, död den 19 augusti 1936 i Stockholm, var en svensk skolman, ämbetsman och föreningsmänniska.

## Biografi
Bengt J:son Bergqvist föddes i en prästfamilj i Lund, där han även kom att studera på universitetet. Han blev filosofie kandidat 1881, filosofie licentiat 1883 och disputerade 1884 på en avhandling med namnet Studier öfver den konditionella satsfogningen i fornsvenskan. Han undervisade därefter bland annat på Lunds högre allmänna läroverk 1881–1882 och återvände dit 1891 som lektor. Bergqvist blev rektor i Kristianstad 1899.
Han kom snart att bli ledande inom utbildningsfrågor och utnämndes 1904 till läroverksråd och var 1909–1914 överdirektör och chef för läroverksstyrelsen. År 1913 utnämndes han till chef för den nyinrättade folkskoleöverstyrelsen. Redan tidigt hade Bergqvist förordat en samlad styrelse för utbildningen i landet, vilket också genomfördes 1918, då Skolöverstyrelsen inrättades, vars förste chef Bergqvist blev, en post han stannade på fram till pensioneringen 1928. Som en av landets främsta inom utbildningsväsendet kom han under perioden 1920–1921 att kallas till posten som statsråd och chef för ecklesiastikdepartementet i expeditionsregeringen regeringen De Geer d.y. som följde efter regeringen Brantings avgång i oktober 1920. Bergqvist genomdrev där bland annat propositionen om upprättandet av ett rasbiologiskt institut i Uppsala.
Redan 1918 hade Bergqvist utarbetat en proposition om inrättandet av praktiska ungdomsskolor, och var samtidigt särskild sakkunnig i statsutskottet vid ärendets riksdagsbehandling. Han verkade dessutom kraftigt för ordnandet av en professur i pedagogik vid landets universitet.
Bengt J:son Bergqvist blev teologie hedersdoktor i Lund 1918. Vidare var han ledamot av Stora skolkommissionen 1918–1922, och dess ordförande 1919–1920 samt ordförande i Kommittén för nykterhetsundervisning 1917–1919. Bergqvist var ordförande vid de stora Nordiska skolmötena 1905–1925, samt Sveriges representant vid ett antal kongresser och utställningar. Han gav ut läroböcker i pedagogiska och teologiska ämnen. Bengt J:son Bergqvist var ordförande i Sveriges körförbund och Scouternas garantförening, samt storsire för Odd Fellow-orden i Sverige från 1924.

## Familj
Bengt Bergqvist var son till kyrkoherden Jakob Bergqvist och dennes hustru Olofina Morin samt sonson till professor Bengt Jakobsson Bergqvist. Han var gift första gången 1886–1898 med Constance Flensburg (1863–1910), dotter till biskopen i Lund Wilhelm Flensburg, och andra gången från 1899 med Hilda Charlotta Nyström (född 1860 i Piteå, död 1933), dotter till stadskassören Ludvig Nyström. I det första äktenskapet föddes juristen och revyförfattaren Jacob "Svasse" Bergqvist. Bengt Bergqvist och andra hustrun är gravsatta i Gustav Vasa kyrkas kolumbarium i Stockholm.